# ورزشگاه امیر سعود بن جلوی
ورزشگاه امیر سعود بن جلوی (به عربی:ستاد الأمیر سعود بن جلوی) این ورزشگاه در شهر خبر، عربستان است.

ورزشگاه در سال ۱۹۸۳ ساخته شد، و گنجایش ۲۰٬۰۰۰ هزار نفر را دارا است.